# Sticherus simplex
Sticherus simplex är en ormbunkeart som först beskrevs av Nicaise Augustin Desvaux, och fick sitt nu gällande namn av Ren-Chang Ching. Sticherus simplex ingår i släktet Sticherus och familjen Gleicheniaceae. Inga underarter finns listade.